# Canal Grande

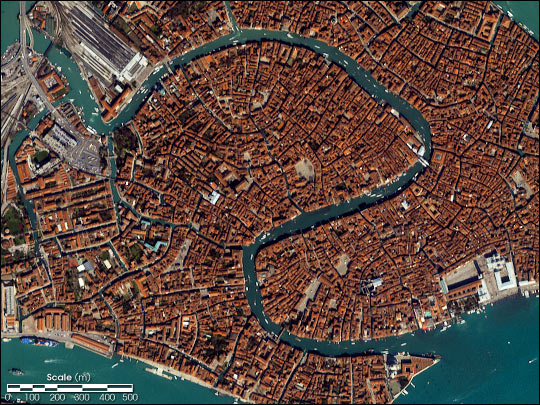
Canal Grande från ovan.

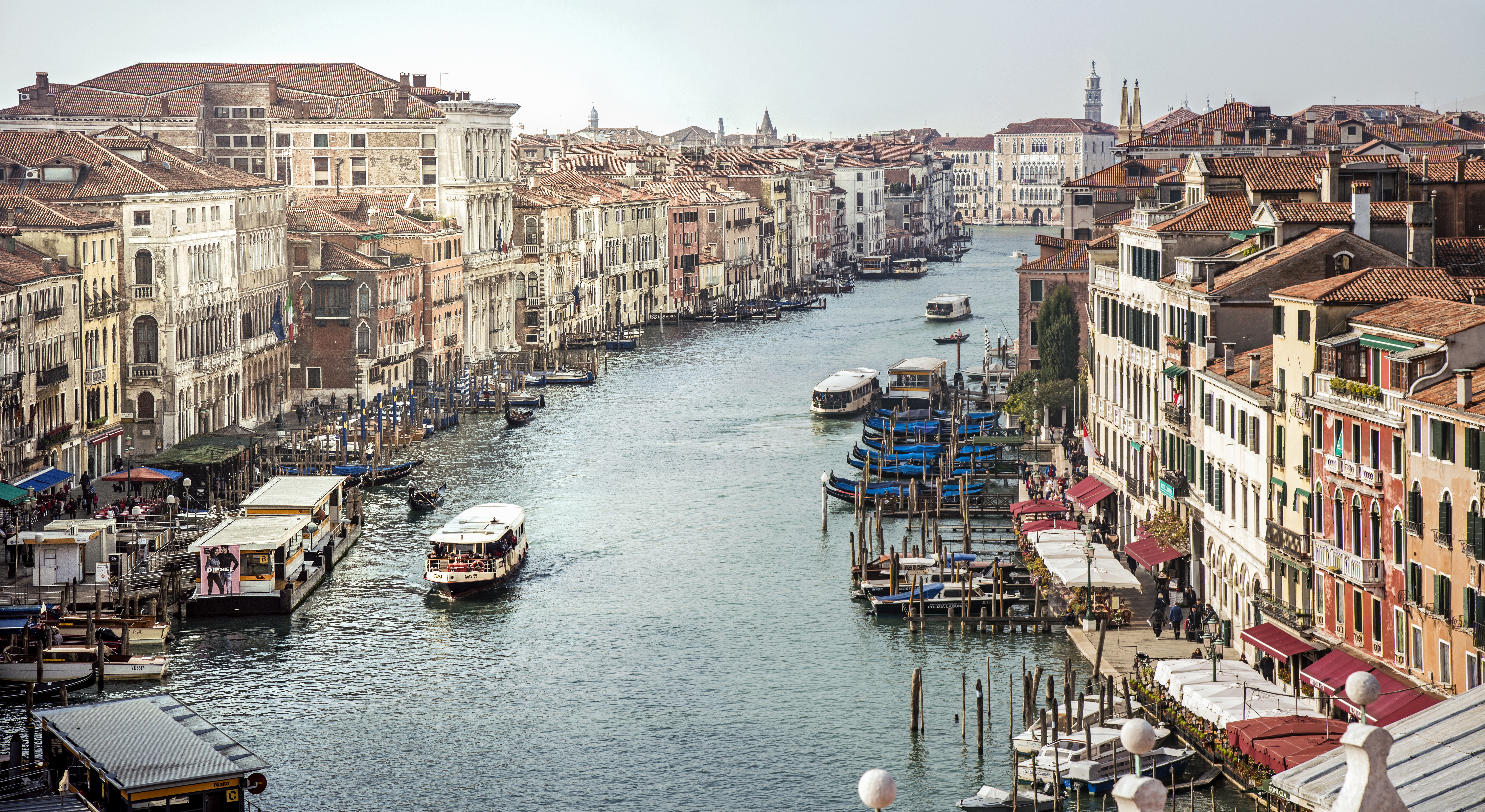
vy från Ponte di Rialto.

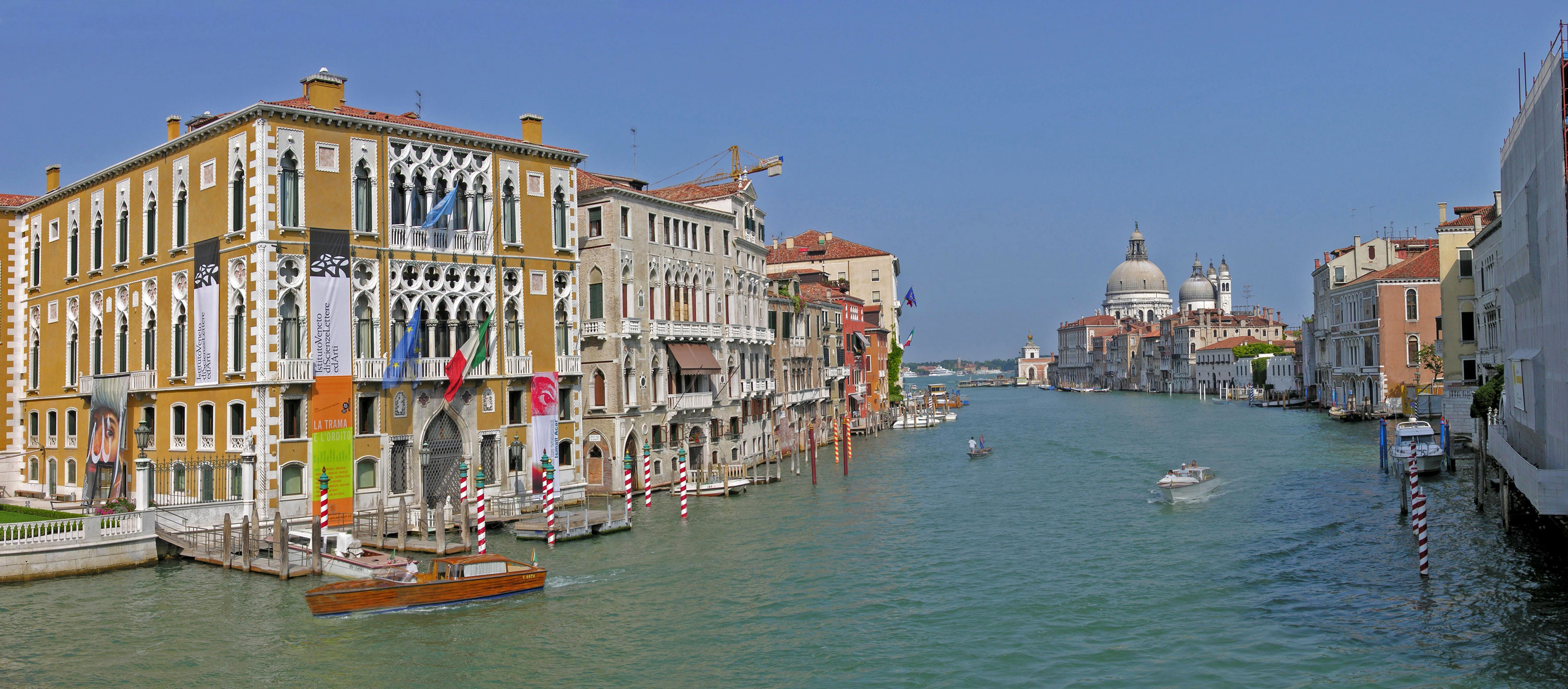
vy från Ponte dell'Accademia.

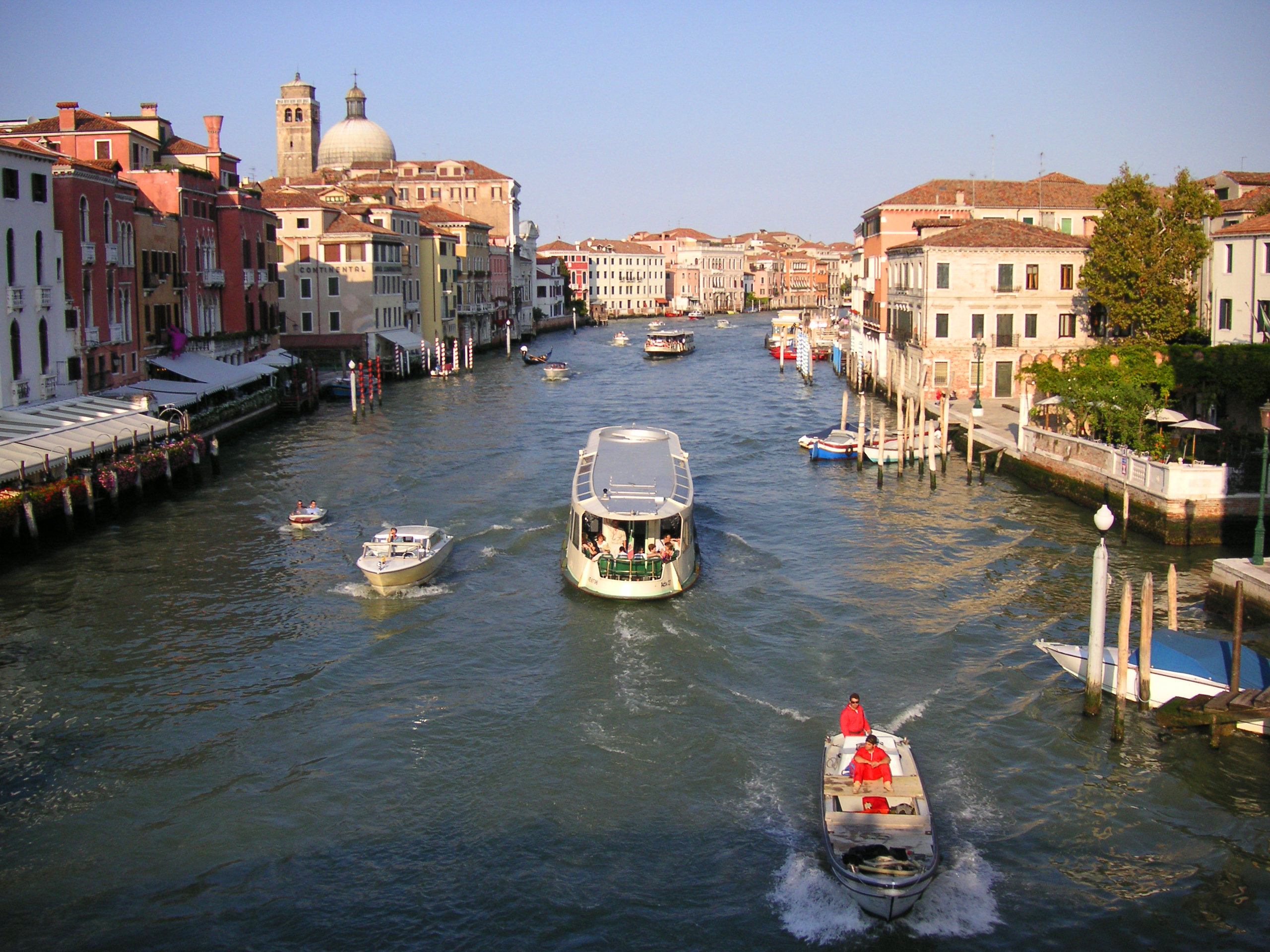
vy från Ponte degli Scalzi.

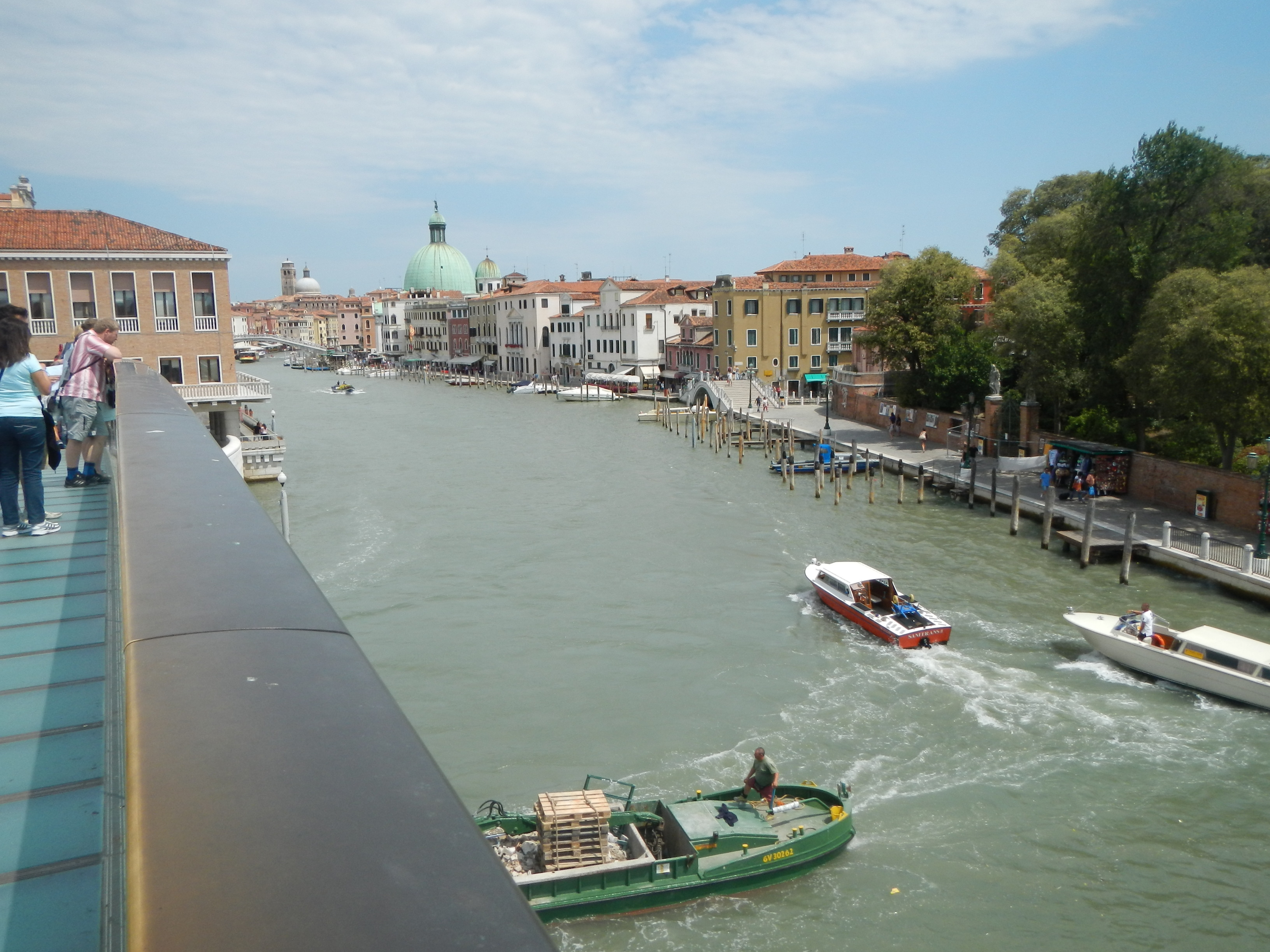
vy från Ponte della Costituzione.

Canal Grande är en kanal i den italienska staden Venedig. Den är den viktigaste vattenleden i staden och trafikeras av vattenbussar (vaporetti) och vattentaxi. Många turister föredrar att ta sig en tur i en klassisk gondol. Canal Grande ringlar sig som ett bakvänt S genom centrala Venedig och utmynnar i båda ändarna i Venedigs lagun. Den är 3 800 meter lång, 30-70 meter bred och har ett medeldjup på 5 meter.

## Broar
Fyra broar korsar kanalen
- Ponte di Rialto

- Ponte dell'Accademia

- Ponte degli Scalzi

- Ponte della Costituzione